# Luca Ianes
Luca Ianes (Merano, 25 novembre 1980) è un ex cestista italiano.
Centro di 204 cm, ha disputato la massima serie italiana con Verona e Milano.

## Carriera
Prodotto del vivaio del Maia Basket Merano, la sua città natale, ha giocato dal 1997 al 1998 al Petrarca Padova e dal 1999 al 2001 con la Ceam Cavi Padova in Serie B d'Eccellenza per poi approdare in A1 con la Scaligera Verona nel 2001 partecipando anche alla Coppa Korac.
Dal 2002 al 2004 ha giocato nel BC Ferrara, quindi a Imola, Ribera, Palermo e Firenze. Passa successivamente a Ferentino dove passa anche la stagione successiva.
Il ritorno in LegaDue lo vede indossare la maglia dello Scafati, per trasferirsi a metà campionato nella AJ Milano disputando anche l'Eurolega. La neopromossa San Severo lo chiama per disputare il campionato di seconda lega italiana, la LegaDue, per tornare l'anno successivo a Ferentino, cedendolo a metà campionato alla Pallacanestro Sant'Antimo in LegaDue e successivamente alla Pallacanestro Trapani dove resta per due anni diventando anche capitano e bandiera della città.
Nella stagione 2014-15 firma con il Latina Basket in Serie A2 Silver, mentre nella stagione successiva viene ingaggiato dalla Virtus TSB Cassino in Serie B. Nell'estate del 2016 passa alla Pallacanestro Vicenza sempre in Serie B.